# Johann Rüttger Siebel

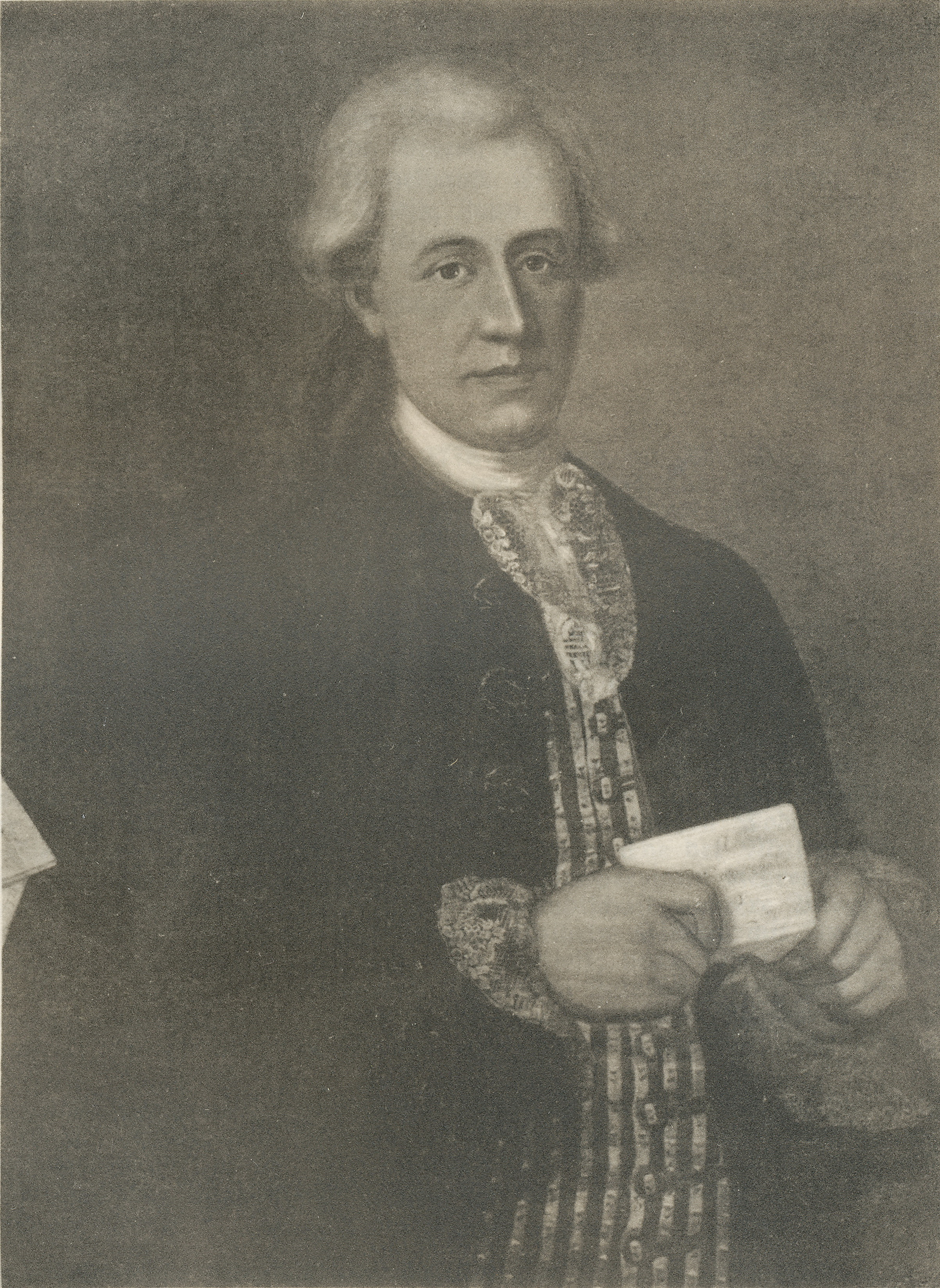
Johann Rüttger Siebel

Johann Rüttger Siebel (* 15. August 1736 in Elberfeld (heute Stadtteil von Wuppertal); † 30. Juni 1808 ebenda) war mehrfach Bürgermeister von Elberfeld.

## Leben
Siebel wurde als Sohn des Elberfelder Kaufmanns und Bürgermeisters Johann Wilhelm Siebel und seiner Frau Anna Margareta Evertsen (1711–1765) geboren. Siebel selbst begann zunächst auch als Kaufmann in Elberfeld und heiratete am 10. September 1773 die Tochter eines Elberfelder Kaufmanns, Johanna Katharina Wülfing (1738–1805), mit der er drei Kinder hatte. Eine Tochter heiratete den späteren Bürgermeister von 1803 Jakob Wortmann.
Siebel wurde 1774 und 1775 erstmals in den Rat gewählt und in den Jahren auch zum Bürgermeister vorgeschlagen, konnte sich doch jeweils nicht durchsetzen. Im Jahr 1776 wurde er dann erstmals zum Bürgermeister von Elberfeld gewählt und im Jahr darauf war er Stadtrichter. In den Rat von Elberfeld kam er erst 1781 wieder und blieb diesmal bis 1784. Im Jahr 1785 war er erneut Bürgermeister von Elberfeld und 1786 wieder Stadtrichter. Nach diesem Jahr ging er wieder in den Rat und blieb dies bis 1791. Im Jahr 1793 wurde er zum dritten Mal Bürgermeister und 1794 zum dritten Mal Stadtrichter.
Siebel gehörte der Elberfelder Lesegesellschaft an.